# Fleetwings BQ-2
El Fleetwings BQ-2 fue uno de los primeros vehículos aéreos no tripulados desechables (llamados en su época "drones de asalto"), desarrollado por Fleetwings durante la Segunda Guerra Mundial para ser usado por las Fuerzas Aéreas del Ejército de los Estados Unidos. Solo se construyó un único ejemplar del modelo; el avión fue considerado demasiado caro para entrar de servicio y fue cancelado tras una breve carrera de vuelos de pruebas. 

## Desarrollo
El desarrollo del BQ-2 comenzó el 10 de julio de 1942, bajo un programa para el desarrollo de "torpedos aéreos" (bombas volantes no tripuladas), que había sido fomentado en marzo del mismo año. Fleetwings fue contratado para construir un único dron de asalto XBQ-2, propulsado por dos motores bóxer Lycoming XO-435, y equipado con un tren de aterrizaje fijo en configuración de triciclo. El tren de aterrizaje era lanzable para conseguir una mejor aerodinámica.
El BQ-2 podía ser pilotado opcionalmente; se instaló una cabina monoplaza para realizar vuelos de traslado y de pruebas; un carenado reemplazaría a la cubierta de la cabina en las misiones operacionales. El BQ-2 estaba destinado a llevar una cabeza de guerra de 910 kg (2000 lb) a más de 2763 km, a 362 km/h; el avión sería destruido al impactar contra el blanco. Un solo BQ-1 se construiría también bajo el mismo contrato.

### Vuelos de pruebas
Los motores XO-435 fueron eliminados del diseño del XBQ-2 antes de que se completara, siendo reemplazados por dos motores radiales Lycoming R-680, redesignándose el avión como XBQ-2A.
Después de realizarse pruebas del sistema de guiado por televisión usando un dron PQ-12, el XBQ-2A voló a mitad de 1943; después de los vuelos de pruebas, se determinó que el diseño era demasiado caro para su uso operacional, y el programa fue cancelado en diciembre del mismo año.

## Variantes
XBQ-2
Designación inicial del modelo.
XBQ-2A
Nueva designación tras el cambio de motores al Lycoming R-680, uno construido.

## Operadores
Estados Unidos
- Fuerzas Aéreas del Ejército de los Estados Unidos

## Especificaciones (XBQ-2A)
Referencia datos: Parsch 2005

### Características generales
- Tripulación: Uno (piloto, opcional)
- Envergadura: 14,8 m (48,6 ft)
- Peso cargado: 3493 kg (7698,6 lb)
- Planta motriz: 2× motor radial de nueve cilindros refrigerado por aire Lycoming R-680-13.
  - Potencia: 210 kW (290 HP; 286 CV) cada uno.

### Armamento
- Otros: 

  - Cabeza de guerra de 910 kg (2000 lb)

## Aeronaves relacionadas

### Desarrollos relacionados
- Fleetwings BQ-1

### Aeronaves similares
- Fairchild BQ-3
- Interstate TDR

### Secuencias de designación
- Secuencia BQ-_ (Aviones no tripulados de las USAAF (bombas controlables, 1942-1945)): BQ-1 - BQ-2 - BQ-3 - BQ-4 - BQ-5 →